# Saint-Lupicin
Pour l’article homonyme, voir Saint-Lupicin (Manitoba).
Saint-Lupicin est une ancienne commune française située dans le département du Jura en région Bourgogne-Franche-Comté. Elle est le chef-lieu de la nouvelle commune de Coteaux du Lizon.
Le 1er janvier 2017, elle fusionne avec Cuttura pour former la commune nouvelle de Coteaux du Lizon.

## Histoire
Au cours de la Révolution française, la commune porta provisoirement le nom de Lauconne.
La commune était autrefois desservie par les Chemins de fer vicinaux du Jura.
Lors de la grande vague de froid de février 1956, Saint-Lupicin subit une des températures les plus froides de la France, estimée autour de -30 °C, soit une valeur rencontrée dans les combes les plus froides habituellement. Pour plus d'informations sur le climat de la ville voir la page Coteaux-du-Lizon.

## Héraldique
|  | Les armes de la commune se blasonnent ainsi : D'azur à la colonne romane d'or posée sur un rocher alésé du même et accostée des lettres S et L capitales aussi d'or. |

## Politique et administration

### Liste des maires
| Période                                  | Période       | Identité         | Étiquette   | Qualité |
| ---------------------------------------- | ------------- | ---------------- | ----------- | --- |
| Les données manquantes sont à compléter. |               |                  |             | |
| vers 1864                                |               | Benoit           |             | |
| Les données manquantes sont à compléter. |               |                  |             | |
| ?                                        | ?             | Fernand Waille   |             | Tourneur sur bois |
| Les données manquantes sont à compléter. |               |                  |             | |
|                                          |               | Robert Gratini   |             | Artisan |
| mars 1983                                | mars 1989     | Bernard Scherrer |             | Chef d'entreprise |
| mars 1989                                | mars 2001     | Denis Vuillermoz | DVG puis PS | Professeur d'histoire Conseiller général du canton de Saint-Claude (1994 → 2008) Président de la CC du plateau du Lizon (1992 → 2001) |
| mars 2001                                | décembre 2016 | Alain Waille     | PS          | |

## Nom des habitants
Les habitants de Saint-Lupicin sont appelés les Lupicinois et Lupicinoises.

## Démographie
L'évolution du nombre d'habitants est connue à travers les recensements de la population effectués dans la commune depuis 1793. À partir du 1er janvier 2009, les populations légales des communes sont publiées annuellement dans le cadre d'un recensement qui repose désormais sur une collecte d'information annuelle, concernant successivement tous les territoires communaux au cours d'une période de cinq ans. 
Pour les communes de moins de 10 000 habitants, une enquête de recensement portant sur toute la population est réalisée tous les cinq ans, les populations légales des années intermédiaires étant quant à elles estimées par interpolation ou extrapolation. Pour la commune, le premier recensement exhaustif entrant dans le cadre du nouveau dispositif a été réalisé en 2005,.
En 2014, la commune comptait 2 074 habitants, en évolution de −4,42 % par rapport à 2009 (Jura : −0,23 %, France hors Mayotte : +2,49 %).
| 1793 | 1800 | 1806 | 1821 | 1831 | 1836 | 1841 | 1846 | 1851 |
| ---- | ---- | ---- | ---- | ---- | ---- | ---- | ---- | ---- |
| 532  | 655  | 706  | 569  | 696  | 681  | 694  | 714  | 671  |

| 1856 | 1861 | 1866 | 1872 | 1876 | 1881 | 1886 | 1891 | 1896 |
| ---- | ---- | ---- | ---- | ---- | ---- | ---- | ---- | ---- |
| 641  | 629  | 646  | 681  | 716  | 797  | 782  | 827  | 803  |

| 1901 | 1906 | 1911 | 1921 | 1926 | 1931  | 1936  | 1946  | 1954  |
| ---- | ---- | ---- | ---- | ---- | ----- | ----- | ----- | ----- |
| 819  | 848  | 947  | 897  | 994  | 1 106 | 1 133 | 1 128 | 1 157 |

| 1962  | 1968  | 1975  | 1982  | 1990  | 1999  | 2005  | 2010  | 2014  |
| ----- | ----- | ----- | ----- | ----- | ----- | ----- | ----- | ----- |
| 1 286 | 1 478 | 1 648 | 1 882 | 2 007 | 2 081 | 2 222 | 2 140 | 2 074 |

## Économie
Le village s'est développé au XXe siècle grâce à l'industrie du plastique principalement par les usines Mayet et Bourbon.

## Culture locale et patrimoine

### Lieux et monuments
- Église Notre-Dame de Saint-Lupicin
- Le lavoir

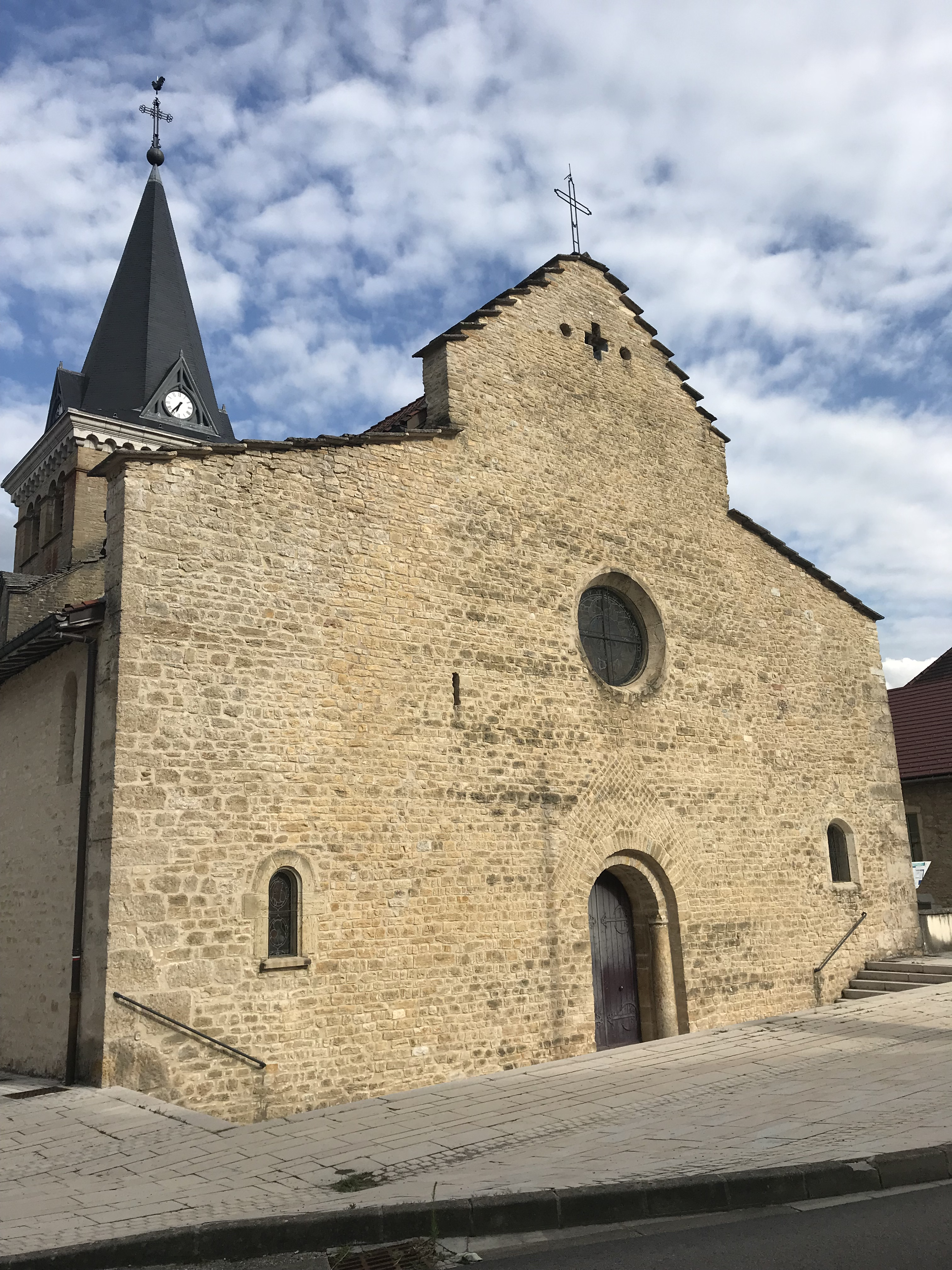
Portail de l'église.
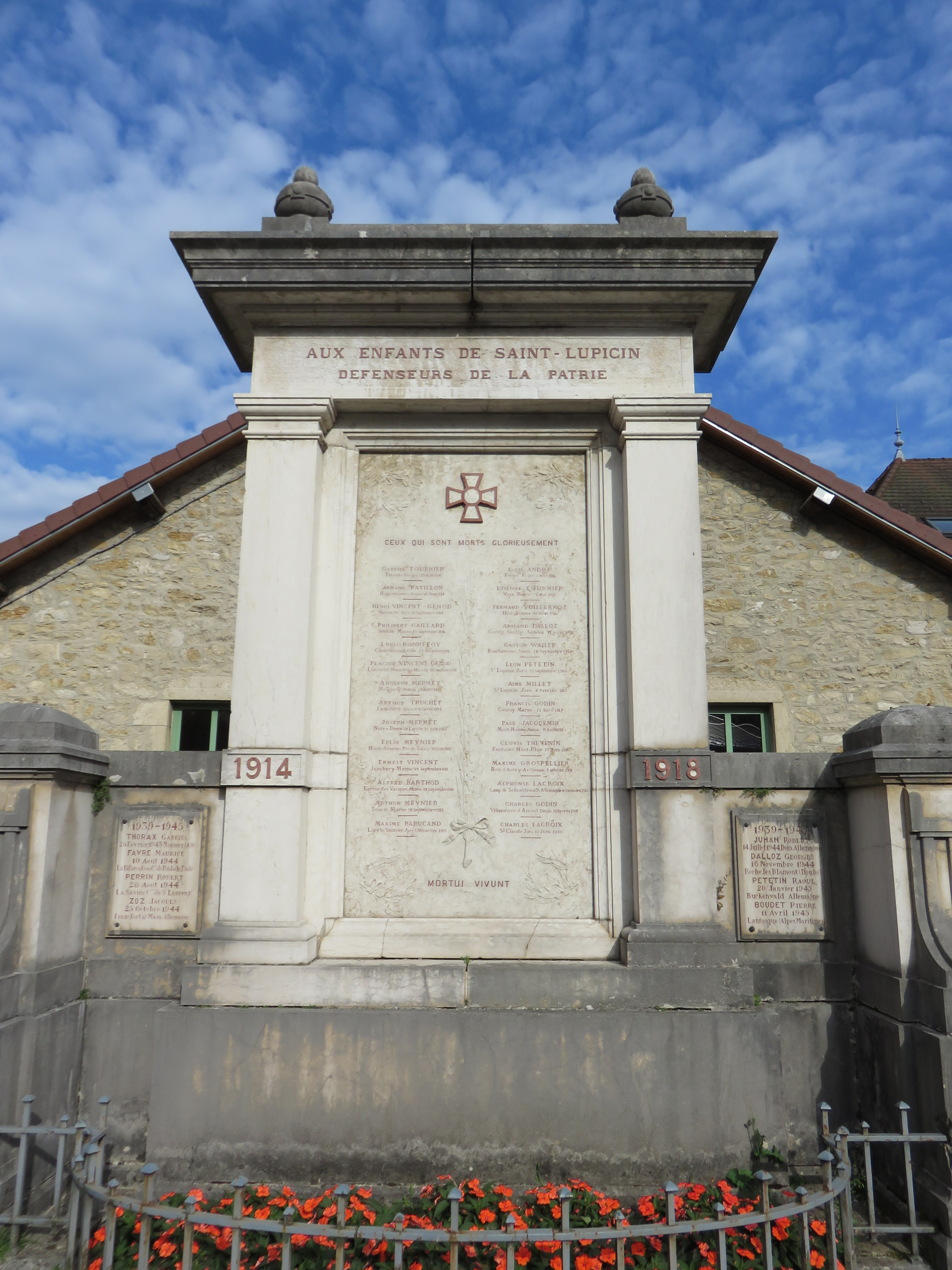
Monument aux morts de Saint-Lupicin.
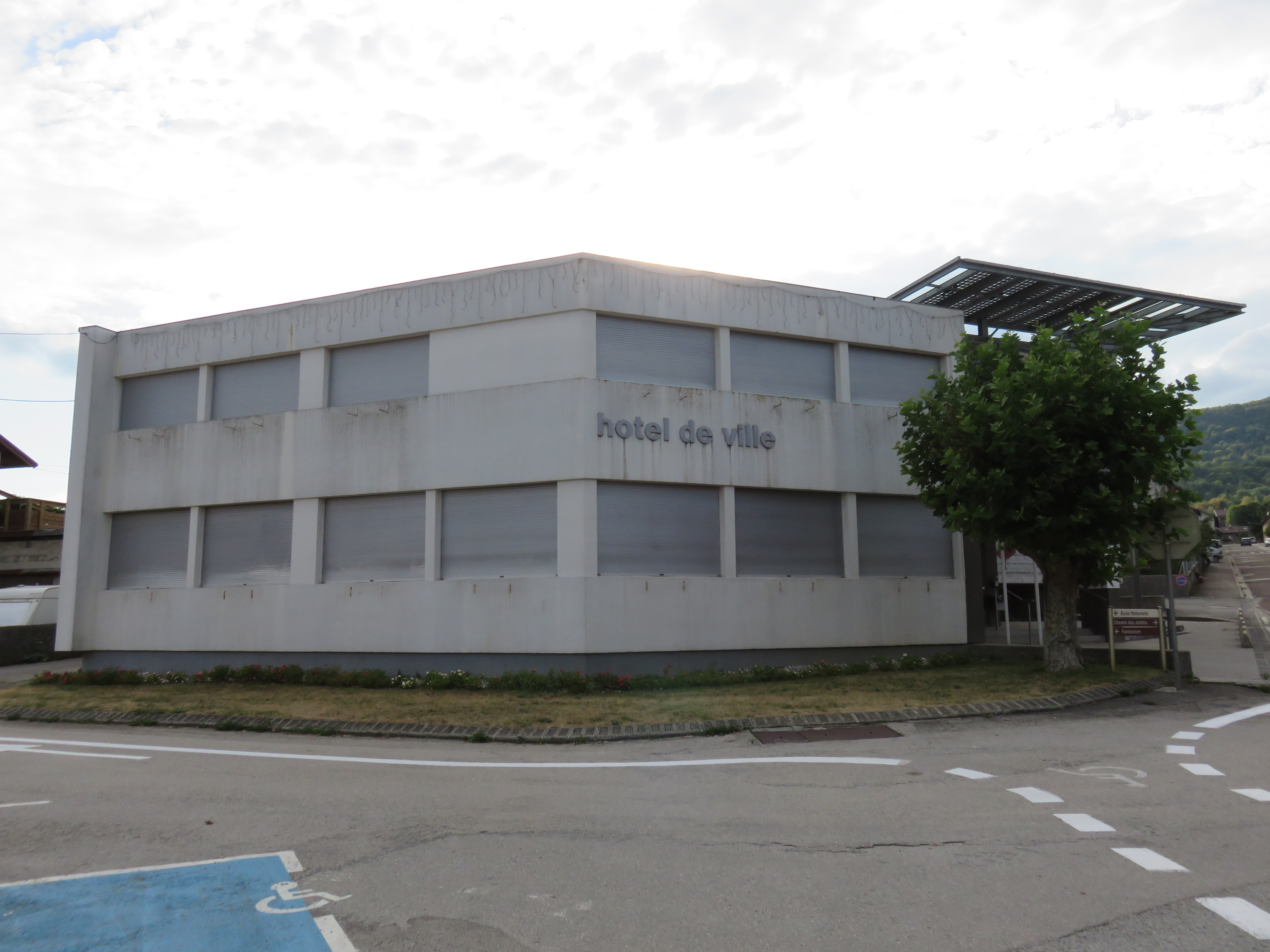
Vue de la mairie.

### Coutumes et traditions
La fête Patronale de Sain-Lupicin se déroule le week-end de la deuxième semaine de septembre.

### Personnalités liées à la commune
- Saint Romain [Romain de Condat] (Izernore, Ain v. 390 - monastère de la Balme, Saint-Romain-de-Roche auj. Pratz, Jura 460), moine et abbé ; cofondateur, avec son frère Lupicin, des monastères de Condat (auj. Saint-Claude), Lauconne, et la Balme. Il fonda également le monastère de Romainmôtier (devenu, au XIe siècle, l'Abbatiale de Romainmôtier, à Romainmôtier, dans le canton de Vaud, en Suisse).
- Saint Lupicin [Lupicin de Lauconne] (Izernore, Ain v. 415 - monastère de Lauconne auj. Saint-Lupicin 480), moine et abbé ; cofondateur, avec son frère Romain, des monastères de Condat, Lauconne et la Balme.
- Claude Marquis dit le curé Marquis (le moine soldat): Quand Louis XIV entre en Comté (1668), Claude Marquis, curé de Saint-Lupicin mobilise ses paroissiens et guerroie à leur tête. Il célèbre la messe, ses deux pistolets à silex posés sur l'autel, chiens levés, symbolisant avec le calice, le double salut matériel et spirituel. Il explique au prône les exercices qu'il fait ensuite exécuter sur la place de l'église". En 1674, les paroissiens de Saint-Lupicin se mobilisent autour du curé Marquis dont ils font officiellement leur général le 23 octobre 1673, avec un règlement militaire strict (fait unique d'une résistance locale, ces documents existent dans les archives paroissiales de Saint-Lupicin) : exercices, sections de combats dans les onze villages (St-Lupicin, Ponthoux, Lavans,Pratz, Petit-Châtel, St-Romain, Cuttura, Ravilloles, Leschères, Les Crozets, Petit-Villard) avec des capitaines (acte du 6 avril 1674). Dans le Bugey, on associe à une prière passée en proverbe, le nom du curé Marquis à celui de Lacuzon : Die te definde de La Cuson et du curais de San Luppsene (Que Dieu te préserve de Lacuzon et du Curé Marquis de Saint-Lupicin !) Une rue du village porte son nom
- Louis de Ronchaud (Lons-le-Saunier, Jura 1816 - Saint-Germain 1887), poète et écrivain ; fut conservateur du musée du Louvre et directeur des Musées nationaux. Secrétaire et ami de Lamartine, il habita la commune.
- Lucien Arbel (Saint-Lupicin 1826 - Paris 1892), député et sénateur.
- Félix Jeantet (Saint-Claude 1855 - Paris 1932), homme de lettres, est inhumé à Saint-Lupicin.
- Georges Petetin (1920-2012), peintre et sculpteur né sur la commune
- Nadir Belhadj, footballeur professionnel international algérien né le 18 juin 1982 a grandi à Saint-Lupicin.
- Jean-Noël Mermet commandant la brigade de gendarmerie de Loyada, poste frontière entre la Somalie et Djibouti, participa avec le GIGN  à l'opération de libération d'une trentaine d’enfants de militaires français pris en otage le 3 février 1976.